# Francia en los Juegos Olímpicos de Squaw Valley 1960
Francia estuvo representada en los Juegos Olímpicos de Squaw Valley 1960 por un total de 26 deportistas que compitieron en 6 deportes.  
El portador de la bandera en la ceremonia de apertura fue el esquiador de fondo Benoît Carrara.

## Medallistas
El equipo olímpico francés obtuvo las siguientes medallas:
| Nombre        | Deporte      | Competición |
| ------------- | ------------ | ----------- |
| Oro           |              |             |
| Jean Vuarnet  | Esquí alpino | Descenso M  |
| Plata         |              |             |
| —             |              |             |
| Bronce        |              |             |
| Guy Périllat  | Esquí alpino | Descenso M  |
| Charles Bozon | Esquí alpino | Eslalon M   |